# Assaut sur Wall Street
Pour plus de détails, voir Fiche technique et Distribution.
Assaut sur Wall Street (Assault on Wall Street) est un film canadien réalisé par Uwe Boll, sorti en 2013 sur la crise bancaire et financière de l'automne 2008.

## Synopsis
Dans des États-Unis touché par la crise économique, Jim, convoyeur de fonds, vit une existence paisible avec sa compagne, Rosie, malade. Mais il voit sa vie basculer lorsqu'il est touché par des problèmes d'argent, dus à des placements boursiers hasardeux et aux soins coûteux de sa femme avec pour point culminant, la saisie de sa maison et la perte de son emploi. Lorsque Rosie se suicide, supportant mal cette pression financière qui les pèse, Jim décide de se venger contre le système de Wall Street en s'attaquant aux grands patrons par des moyens extrêmes.

## Fiche technique
- Titre original : Assault on Wall Street
- Titre canadien : Bailout: The Age of Greed
- Titre français : Assaut sur Wall Street
- Réalisation : Uwe Boll
- Scénario : Uwe Boll
- Musique : Jessica de Rooij
- Société de production : Lynn Peak Productions
- Société de distribution : Event Film Distribution, Phase 4 Films
- Pays de production : Canada
- Lieu de tournage : 
  - Vancouver, Colombie-Britannique, Canada
  - New York City, New York, États-Unis
- Langue originale : anglais
- Genre : Drame, action et thriller
- Durée : 97 minutes
- Budget :
- Date de sortie :  
  - États-Unis : 10 mars 2013
  - France : 2013 (vidéo)
- Interdit aux -16 ans

## Distribution
- Dominic Purcell : Jim Baxford
- Erin Karpluk : Rosie  Baxford
- Edward Furlong : Sean
- John Heard  : Jeremy Stancroft
- Keith David :Freddy
- Michael Paré : Frank
- Lochlyn Munro : Robert
- Tyron Leitso : Spalding Smith
- Mike Dopud : Tom Allgard
- Barclay Hope : Ian Marwood
- Heather Feeney : Mary Jean
- Eric Roberts : Me Patterson
- Michaela Mann : Myra
- Maurice Cherrie : Nate
- Clint Howard : Chuck